# Didiereaceae
Didiereaceae is een botanische naam, voor een familie van tweezaadlobbige planten. Een familie onder deze naam wordt algemeen erkend door systemen voor plantentaxonomie, en zo ook door het APG-systeem (1998) en het APG II-systeem (2003).
Het gaat om een kleine familie van zeer curieuze planten die uitstekend gedijen in droge omstandigheden. De plant heeft enorme doorns die zorgen voor het vergaren van waterdamp en bescherming tegen dieren op zoek naar water. De verspreiding, in de traditionele zin van de familie, is Madagaskar, voornamelijk het doornig struikgewas van Madagaskar. In de zin zoals gedefinieerd op de APWebsite [15 feb 2008] hoort ook de oostelijke helft van Afrika tot het verspreidingsgebied.

## Geslachten
Alluaudia (Drake) Drake, 1903
- Alluaudia ascendens (Drake) Drake, 1903
- Alluaudia comosa (Drake) Drake, 1903
- Alluaudia dumosa (Drake) Drake, 1903
- Alluaudia humbertii Choux, 1934
- Alluaudia montagnacii Rauh, 1961
- Alluaudia procera (Drake) Drake, 1903

Alluaudiopsis Humbert & Choux, 1934
- Alluaudiopsis fiherensis Humbert & Choux, 1934
- Alluaudiopsis marnieriana Rauh, 1961

Decaria Choux, 1929
- Decaria madagascariensis Choux, 1929

Didierea Baillon, 1880
- Didierea madagascariensis Baillon, 1880
- Didierea trollii Capuron & Rauh, 1961